# Mycocepurus smithii
Mycocepurus smithii é uma espécie de formigas cuja distribuição geográfica se estende desde o México Central e Antilhas, através da América Central até so sudeste do Brasil e noroeste da Argentina. Algumas populações dessa espécie são totalmente formadas por fêmeas, clones da formiga-rainha de cada colônia.